# Bank of Saint Lucia
Die Bank of Saint Lucia ist das größte Bankunternehmen auf der Karibik-Insel St. Lucia und verfügt zugleich mit 28 Geräten über das größte Netz an Geldautomaten auf der Insel. Das Unternehmen gehört der Eastern Caribbean Financial Holding Company, die unter anderem auch 51 % an der Bank of Saint Vincent and the Grenadines hält.
Weitere Banken auf der Insel sind unter anderem die im Jahre 2005 gegründete 1st National Bank of St Lucia, sowie die im gesamten ostkaribischen Raum fungierende Eastern Caribbean Central Bank, eine seit 1983 bestehende Zentralbank. Ein noch jüngeres Unternehmen ist die seit März 2017 bestehende Boslil Bank.

## Geschichte
Die Bank of Saint Lucia entstand im Juli 2001 durch den Zusammenschluss der im Jahre 1981 gegründeten National Commercial Bank of St. Lucia und der nur kurz darauf ins Leben gerufenen Saint Lucia Development Bank. Wie der Name bereits vermuten lässt, wurde die National Commercial Bank als Geschäftsbank gegründet, um die persönlichen Bankbedürfnisse der Kunden zu befriedigen. Die Saint Lucia Development Bank hingegen wurde vorrangig eingerichtet, um Finanzmittel in den Bereichen Produktion, Landwirtschaft, Tourismus und Fischerei bereitzustellen.
Heute hat das Unternehmen Filialen in Gros Islet, Vieux Fort, Soufrière und in der Hauptstadt Castries, hierbei in der Bridge Street, sowie in den Waterfront Areas. Zudem verfügt man über eine Wechselstube am Flughafen Hewanorra International.
Im Finanzjahr 2018 verzeichnete die Bank of Saint Lucia über einen Gewinn von 44,9 Millionen EC$ nach Steuern. Dabei wurden die 36,9 Millionen EC$ aus dem vorangegangenen Finanzjahr deutlich übertroffen.

## Geschäftsführung und Aufsichtsrat
Als Geschäftsführer des Unternehmens fungiert Bernard La Corbinière und als CFO Ketha Auguste (Stand: Juni 2019).
Der Aufsichtsratsvorsitzender ist der aus St. Lucia stammende Andre Chastanet, der seit September 2016 im Aufsichtsrat ist. Weitere Aufsichtsratsmitglieder sind Jacqueline Emmanuel-Flood aus St. Lucia (seit Mai 2012), Omar Davis (St. Vincent und die Grenadinen/St. Lucia; seit Mai 2012), Farid Antar (Trinidad und Tobago; seit September 2015), Stewart Haynes (St. Vincent und die Grenadinen; seit August 2017), Martin Dorville (St. Lucia; seit April 2014), Trevor Louisy (St. Lucia; seit September 2014), Llewelyn Gill (St. Lucia; seit September 2016), Marcus Joseph (St. Lucia; seit September 2016), John Tang Nian (St. Vincent und die Grenadinen; seit August 2017) und Estherlita Cumberbatch (St. Lucia).